# Dully Sykes
Pour les articles homonymes, voir Sykes.
 Abdul Sykes (né le 4 décembre 1980  à Dar es Salaam), est un chanteur de hip-hop tanzanien, mieux connu sous le nom de scène Dully Sykes.

## Biographie
Aussi connu sous le nom de Mr Misifa ou Mr Chicks, Dully Sykes est un rappeur tanzanien de Bongo Flava et de reggae. Né en 1980, après avoir fait ses études en Angleterre, il se lance dans la carrière musicale suivant la voie de son père, Ebby Sykes, qui chantait une musique du genre Manu Dibango. De là, il est parmi les pionniers du dancehall en Afrique de l'Est et s'illustre par des chansons telles que Julieta, Salome, Historia Ya Kweli, Leah.
Certaines musiques qu'il a eu à écrire relatent les histoires réelles de sa vie. Son  premier album paru en 2003, Historia ya Kweli(traduction : une histoire vraie) en est l'exemple. Il fut pourtant mal accueilli du public tanzanien et l'artiste n'en eut aucune renommée. Il a fallu à Dully Sykes de produire un deuxième album (Handsome) pour attirer l'attention du public. C'est le début de sa renommée en Tanzanie et dans les pays voisins (partie est de la République démocratique du Congo, Burundi, Kenya et Ouganda).

## Critiques
Dully Sykes a déjà été interpellé par la police tanzanienne, accusé entre autres de conduire en état d'ivresse.
Du côté des médias, on lui reproche d'avoir produit un grand nombre de vidéos immorales, dans une partie du continent où la population est chrétienne ou musulmane et dans laquelle parler ouvertement de sexe est considéré comme un tabou. À propos, les médias locales furent consternées par la chanson intitulée Nyambizi qu'il produisit en 2001. (En français, nyambizi désignerait une grosse femme, en parlant de ses formes physiques.) En effet, on peut lire dans les paroles de cette chanson des lignes telles que celles-ci : Aah! nyambizi, can't you feel sorry for me? i'm tired of jackin' off. Please give it to me... et We did it till dawn, she didn't want me to stop, we did it without condom.... La chanson était interdite d'être diffusée par et pour les médias, trouvant le message trop stupide et non adapté aux cultures africaines. En plus,le we did it without condom n'était en aucun cas contributeur à la lutte contre le VIH/Sida, l'un des fléaux qui rongent l'Afrique.
Les vidéos des chansons de Dully Sykes ont, pour la plupart, la tendance à contenir des images controversées. Les videos de quelques-unes de chansons, telles que Kuche Kuche et Hi sont pleines des scènes critiques pour leur style de danse. Une autre vidéo de Mac Dizzo dans laquelle Sykes a collaboré, "Suga Mami", contient des images qui montrent la consommation de l'alcool et une longue série de scènes aux images critiques quant l'attitude face à la sexualité. Dans une zone comme l'Afrique de l'Est, où un grand nombre de la population est chrétienne ou islamique, ces productions sont de plus en plus critiquées malgré la popularité de l'artiste dans le genre musical hip-hop tanzanien.

## Discographie
- Historia ya Kweli (2003)
- Handsome (2004)
- Hunifahamu (2005)

## Compilations
- Bongo Hottest Flavas: Volume 1
- Ndani ya Bongo: Volume 1
- Kwa Fujo Deejayz: Volume 1
- Kwa Fujo Deejayz: Ladha Zaidi
- Kwa Fujo Deejayz: Mlipuko wa Bongo Cuts
- Gede Records: Pasua Kichwa
- Bongo Halisi (2004)
- G-Project: Bongo Project Volume 1 (2005)
- Fungua Mwaka 2005 (2005)
- Pamoja Ndani Ya Game (2006)
- African Rebel Music: "Roots, Reggae and Dancehall" (2006)

## Awards

### Prix
- 2011 Tanzania Music Awards - Best Video and Best Ragga/Dancehall Song (Action avec CPWAA, Ms. Triniti & Mangwair)[5],[6]
- 2012 Tanzania Music Awards - Best Ragga/Dancehall Song (Maneno Maneno avec Queen Darleen)

### Nominations
- 2004 Tanzania Music Awards - Best Hip Hop Album ('Handsome')[7]
- 2007 Tanzania Music Awards - Meilleure Collaboration ou meilleur featuring (Dhahabu avec Joslin et Mr. Blue).
- 2008 Tanzania Music Awards - Best Reggae/Ragga Song (Baby Candy).
- 2010 Tanzania Music awards - Best Ragga/Dancehall Song (Shikide)
- 2012 Tanzania Music Awards - Best Male Artist, Best Video (Bongo flava), Best Afro Pop Song (Bongo Flava)[8],[9]

## Sources et références
- (en) Cet article est partiellement ou en totalité issu de l’article de Wikipédia en anglais intitulé « Dully Sykes » (voir la liste des auteurs).

1. ↑  Lemelle, Sidney J. "Ni Wapi Tunakwenda?". Hip Hop culture and the children of Arusha in The Vinyl Ain't Final : Hip Hop And The Globalisation Of Black Popular Culture, Éd. Dipannita Basu & Sidney J. Lemelle, 230-54. London; Ann Arbor, MI : Pluto Press
2. ↑  Dully Sykes. Music video for "Kuche Kuche." Dhahabu Records, 2003.
3. ↑  Dully Sykes. Music video for "Hi." Dhahabu Records, 2003. Voir la vidéo sur youtube
4. ↑  Mac Dizzo feat. Dully Sykes. Music Video for "Suga Mami." Bongo Records
5. ↑  (en) AllAfrica.Com - '20 Percent' Bags Five Tanzania Music Awards
6. ↑  (en) allafrica.com - Kili Night of Fun, Awards And Much More
7. ↑  (en) Tanzania Music Awards - Les Nominations de 2004
8. ↑  (en) Diamond Lands Seven Kili Music Awards Nominations, 9 février 2012
9. ↑  (sw) Kili music awards - Les nominations de l'année 2012 8 février 2012